# Вестминстер (Јужна Каролина)
Вестминстер (енгл. Westminster) град је у америчкој савезној држави Јужна Каролина.

## Демографија
По попису из 2010. године број становника је 2.418, што је 325 (-11,8%) становника мање него 2000. године.
| Група             | 2000.         | 2010.         |
| Белци             | 2.315 (84,4%) | 1.964 (81,2%) |
| Афроамериканци    | 324 (11,8%)   | 259 (10,7%)   |
| Азијати           | 5 (0,2%)      | 8 (0,3%)      |
| Хиспаноамериканци | 68 (2,5%)     | 151 (6,2%)    |
| Укупно            | 2.743         | 2.418         |